# Burzyn (województwo podlaskie)
Burzyn – wieś w Polsce położona w województwie podlaskim, w powiecie łomżyńskim, w gminie Jedwabne. Leży nad Biebrzą.

## Historia
W czasach zaborów w granicach Imperium Rosyjskiego. W latach 1921–1939 wieś leżała w województwie białostockim, w powiecie kolneńskim, w gminie Jedwabne.
Według Powszechnego Spisu Ludności z 1921 roku zamieszkiwało tu 98 osób w 20 budynkach. Miejscowość należała do miejscowej parafii rzymskokatolickiej. Podlegała pod Sąd Grodzki w Stawiskach i Okręgowy w Łomży; właściwy urząd pocztowy mieścił się w Jedwabnem.
W wyniku napaści ZSRR na Polskę we wrześniu 1939 miejscowość znalazła się pod okupacją sowiecką. 2 listopada została włączona do Białoruskiej SRR. 4 grudnia 1939 włączona do nowo utworzonego obwodu białostockiego. Od czerwca 1941 roku pod okupacją niemiecką. 22 lipca 1941 r. włączona w skład okręgu białostockiego III Rzeszy.
Prywatna wieś szlachecka Burzyno położona była w drugiej połowie XVI wieku w powiecie wiskim ziemi wiskiej województwa mazowieckiego.
W latach 1954–1959 wieś należała do gromady Makowskie, po jej zniesieniu należała i była siedzibą władz gromady Burzyn. W latach 1975–1998 miejscowość administracyjnie należała do województwa łomżyńskiego.

## Religie
W miejscowości znajduje się kościół, który jest siedzibą parafii Trójcy Przenajświętszej. W strukturze kościoła rzymskokatolickiego parafia należy do metropolii białostockiej, diecezji łomżyńskiej, dekanatu Jedwabne.